# Крадок (ЮАР)
Крэдок — город в Восточно-Капской провинции ЮАР, административный центр муниципалитета. Расположен в 250 км к северо-востоку от Порт-Элизабет. В 2015 году его население составляло 35 000 человек.

## История
Около 1900 года местные фермеры весьма выиграли от ажиотажного спроса на страусиные перья.
В 1985 году в окрестностях была похищена и погибла Крэдокская Четвёрка.

## Экономика и туризм
Крэдок — один из центров производства шерсти. Также в нём производятся мясо, молочные продукты, мохер, выращиваются фрукты и люцерна. Большое хозяйственное значение имеет построенный в 1975 году 83-километровый ирригационный туннель. В 15 км от города находится национальный парк Mountain Zebra National Park, привлекающий туристов.